# Markgrafschaft Boudonitza
Die Markgrafschaft Boudonitza war ein Feudalterritorium im mittelalterlichen Griechenland. Sie wurde als Folge des vierten Kreuzzuges im Jahr 1204 von den westeuropäisch-lateinischen Kreuzfahrern gegründet und stellt damit einen der Kreuzfahrerstaaten dar. 

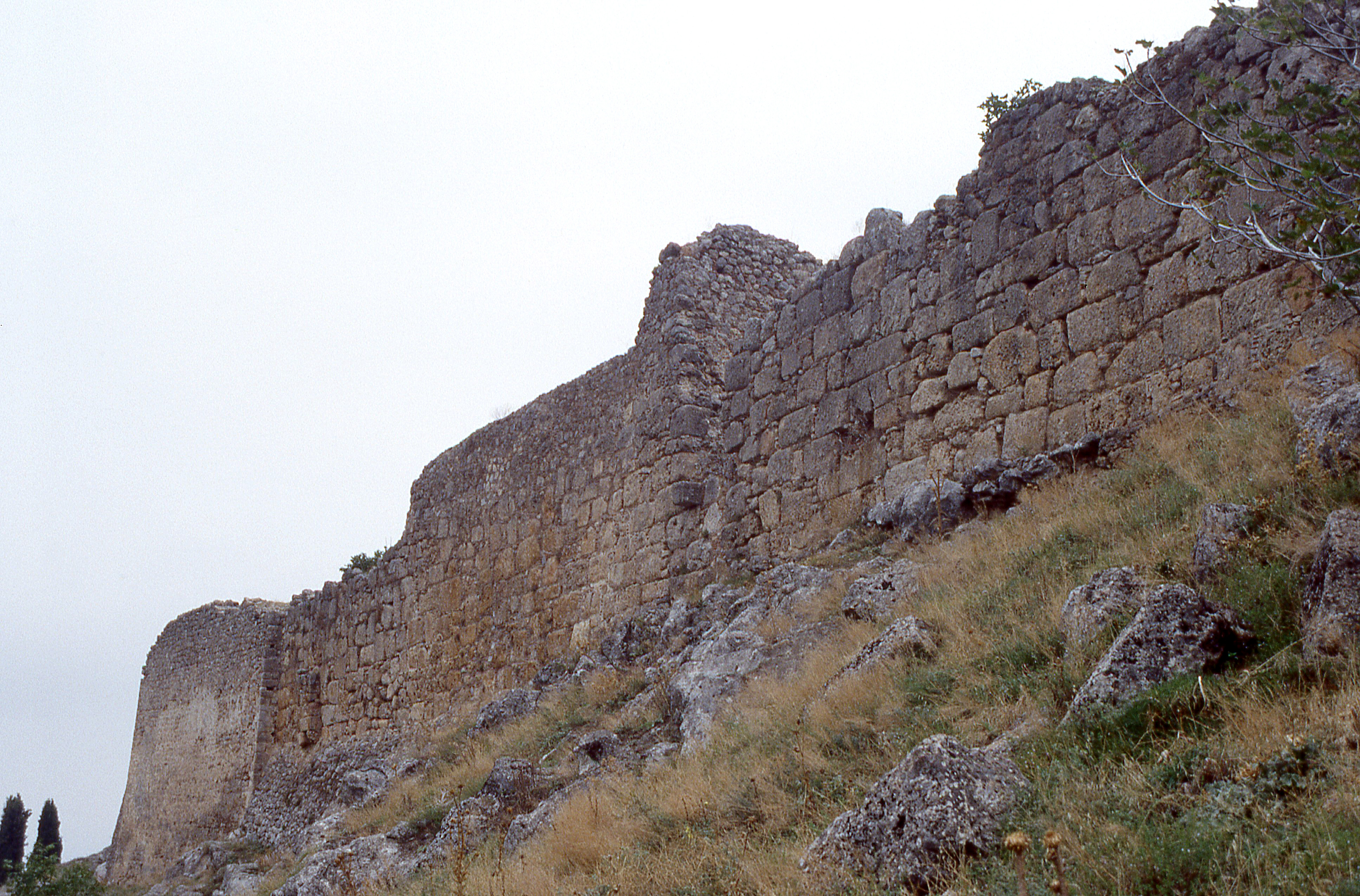
Ruine der Burg Mendenitsa

Der Hauptort der Mark ist das heutige Mendenitsa, welches der Gemeinde Molos im Bezirk Fthiotida in der Verwaltungsregion Mittelgriechenland angehört.
Die Mark Boudonitza wurde 1204 von Bonifatius von Montferrat als ein Lehen seines Königreichs Thessaloniki gegründet, indem er seinem italienischen Gefolgsmann Guido Pallavicini die Herrschaft in Boudonitza überantwortete und ihn zugleich mit der Bewachung des strategisch wichtigen Engpasses der Thermophylen beauftragte. Über der Ortschaft errichtete Pallavicini in den folgenden Jahren eine Burg, die zum Stammsitz seiner Nachkommen avancierte. Der Herrschaftsbereich der Markgrafschaft umfasste auch die Stadt Lamia, in der ein lateinisches Bistum installiert wurde. Die Mark Boudonitza überlebte 1224 die Eroberung von Thessaloniki durch den byzantinischen Despoten von Epirus, womit sie fortan das nördlichste lateinische Territorium in Griechenland darstellte und gegenüber dem südlich angrenzenden lateinischen Nachbarn, dem Herzogtum Athen, faktisch die Aufgaben einer Grenzmark gegenüber dem feindlich gesinnten byzantinischen Epirus und Thessaloniki übernahm. Lehnsrechtlich geriet Boudonitza in der Mitte des 13. Jahrhunderts aber unter die Herrschaft des Fürstentums Achaia.
Die Markgrafschaft überstand ebenfalls die Eroberung Athens durch die Katalanische Kompanie im Jahr 1311, verlor allerdings Lamia an diese und musste ihnen Tribut zahlen. Durch die Erbfolge der Familie Zorzi geriet Boudonitza zunächst unter den Einfluss von Venedig, ab 1393 musste es dem osmanischen Sultan Tribut entrichten. Am 20. Juni 1414 wurde Boudonitza schließlich von den Osmanen erobert, der Titel eines Markgrafen wurde von Abkömmlingen der Zorzi-Familie noch einige Zeit weitergeführt.

## Liste der Markgrafen

### Pallavicini
- 1204–1237: Guido Pallavicini
- 1237–1264: Ubertino Pallavicini, dessen Sohn
- 1264–1286: Isabella Pallavicini, dessen Schwester
  - 1278–1286: Antoine le Flamenc, deren Ehemann
- 1286–????: Tommaso Pallavicini, Großneffe von Guido
- ????–1311: Alberto Pallavicini, dessen Sohn (gefallen in der Schlacht am Kephissos)
- 1311–1358: Guglielma Pallavicini, dessen Tochter
  - 1311–1323: Maria da Verona, deren Mutter
  - 1312–1323: Andrea Cornaro, Ehemann von Maria
  - 1327–1334: Bartholomeo Zaccaria, erster Ehemann von Guglielma

### Zorzi
- 1335–1345: Niccolò I. Zorzi, zweiter Ehemann von Guglielma
- 1345–1388: Francesco Zorzi, deren Sohn
- 1388–1410: Giacomo Zorzi, dessen Sohn
- 1410–1414: Niccolò II. Zorzi, dessen Sohn